# Mandy van den Berg
Mandy van den Berg (Naaldwijk, 26 agosto 1990) è una calciatrice olandese, difensore del PSV e della nazionale olandese.

## Carriera

### Club
Nata a Naaldwijk, cresce nelle giovanili del Westlandia, trasferendosi nel 2007 all'ADO Den Haag, dove passa in prima squadra nel 2009. Rimane in gialloverde per tre stagioni, ottenendo 57 presenze e 8 gol, il primo nell'1-0 casalingo sul Willem II in campionato del 13 gennaio 2010. Nei primi due tornei ottiene due secondi posti dietro ad AZ Alkmaar e Twente, riuscendo però al terzo campionato, nel 2012, a laurearsi campione d'Olanda, ottenendo anche il double con la vittoria della Coppa d'Olanda in finale contro il VVV-Venlo.
La stagione successiva decide di non rimanere in Olanda, dove avrebbe disputato la Champions League e la BeNe League, il neonato campionato congiunto con il Belgio, ma si trasferisce in Svezia, al Vittsjö GIK, in Damallsvenskan, restando anche in questo caso per tre campionati, terminati uno al sesto posto e gli altri all'ottavo, nei quali viene utilizzata 47 volte e realizza 3 reti, la prima il 6 giugno 2013, quando realizza il 2-0 nella vittoria per 3-1 in trasferta contro il Mallbackens IF Sunne.
Per il 2015 rimane in Scandinavia, passando alle norvegesi del LSK Kvinner. Con le giallonere partecipa alla Champions League, uscendo agli ottavi di finale con le tedesche del 1. FFC Francoforte, ma vince il campionato, nel quale viene schierata 11 volte, e la Coppa di Norvegia in finale contro l'Avaldsnes, ottenendo un'altra doppietta dopo quella con l'ADO Den Haag del 2012.
A gennaio 2016 si trasferisce in Inghilterra, al Liverpool, dove gioca 10 gare, chiudendo il campionato al quinto posto.
A fine stagione passa a titolo definitivo al Reading, dove arriva sesta nel mini-campionato 2017, nel quale realizza un gol, il 17 maggio, nell'1-0 esterno sul campo dello Yeovil Town.

### Nazionale
Nel 2006 esordisce in nazionale under-19, dove rimane fino al 2009, collezionando 22 presenze.
Nel 2010, a 20 anni, debutta in nazionale maggiore, nella sfida del 15 dicembre del Torneio Internacional Cidade de São Paulo contro il Messico, vinta per 3-1, giocando tutti i 90 minuti.
Segna il primo gol con le Oranje il 21 settembre 2011, quando realizza il 2-0 nella vittoria in casa a Velsen per 6-0 sulla Serbia nelle qualificazioni all'Europeo 2013 in Svezia.
Nel 2013 il CT Roger Reijners la inserisce nella lista delle 23 per l'Europeo svedese, ma non può parteciparvi a causa di un infortunio al ginocchio e viene sostituita da Merel van Dongen.
Nel 2015 gioca il suo primo torneo importante per nazionali, il Mondiale in Canada, dove chiude il girone al terzo posto dietro le padrone di casa e la Cina, passando come una delle migliori terze, ma venendo eliminata negli ottavi di finale dal Giappone, poi finalista perdente; van den Berg viene impiegata in tutte e quattro le partite.
Viene convocata anche per l'Europeo casalingo del 2017 dal nuovo tecnico Sarina Wiegman, dove gioca 4 gare, laureandosi campione d'Europa grazie alla vittoria per 4-2 in finale sulla Danimarca.
Non viene convocata invece nel seguente mondiale in Francia nel 2019.

## Palmarès

### Club
- Campionato olandese: 1

ADO Den Haag: 2011-2012
- Coppa dei Paesi Bassi: 2

ADO Den Haag: 2011-2012
PSV Eindhoven: 2020-2021
- Campionato norvegese: 1

LSK Kvinner: 2015
- Coppa di Norvegia: 1

LSK Kvinner: 2015

### Nazionale
- Campionato d'Europa: 1

Paesi Bassi 2017